# Karl Heinrich Ludwig Brinckmann
Karl Heinrich Ludwig Brinckmann, auch Carl Heinrich Ludwig Brinckmann oder Karl Hinrich Ludwig Brinckmann (* 1809 in Hamburg; † 26. Mai 1855 in Heidelberg) war ein deutscher Rechtswissenschaftler und Hochschullehrer.
Brinckmann war der Enkel des Försters Johann Ludewig Engelhard Brinckmann. Über die Ausbildung Brinckmanns ist wenig bekannt. Er war zunächst lange Jahre als Advokat in seiner Heimatstadt Hamburg tätig, in der er auch seine Familie gründete, und wandte sich Mitte des 19. Jahrhunderts wieder der Wissenschaft zu. 1846 habilitierte er sich für Handels-, Wechsel- und Seerecht an der Universität Heidelberg. Dort war er anschließend bis zu seinem Tod als Privatdozent tätig.
Der Hamburger Museumsdirektor Justus Brinckmann war sein Sohn.

## Werke (Auswahl)
Brinckmann war ab 1853 Mitherausgeber der in Heidelberg erscheinenden Kritischen Zeitschrift für die gesammte Rechtswissenschaft, zu der er selbst Beiträge lieferte.
- Das Gewohnheitsrecht im gemeinen Civilrechte und Civilprocesse und die Handelsusancen, Groos, Heidelberg 1847.
- Lehrbuch des Handelsrechts, Bangel und Schmidt, 2 Bände, Heidelberg 1853–1860 (vollendet durch Wilhelm Endemann).